# St.-Ägidius-Kirche (Schönfeld)

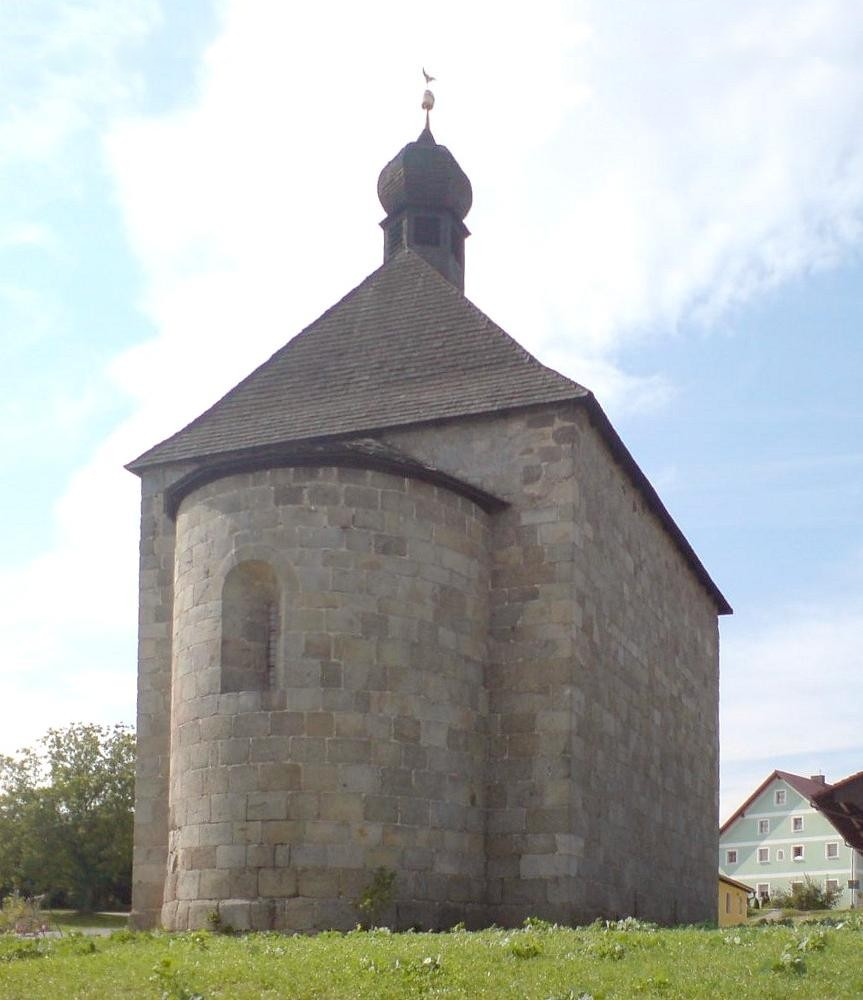
St. Ägidius

Die Kirche Sankt Ägidius im Ortsteil Schönfeld der Gemeinde Wald, Landkreis Cham, steht auf offenem Feld inmitten der bäuerlichen Kulturlandschaft des Falkensteiner Vorwaldes.
Es handelt sich um einen einschiffigen Bau, errichtet im rein romanischen Stil. Der Bau der Kirche wird aufgrund stilistischer Merkmale auf die Jahre zwischen 1160 und 1170 datiert.
Bei der Ägidius-Kirche von Schönfeld handelt es sich um das bemerkenswerteste Baudenkmal der Pfarrei Altenthann, in seiner Größe und Stilreinheit sowie in der Sorgfalt seiner Ausführung weit über sonstige Beispiele bäuerlich geprägter Romanik in der Region hinausragend. Fast turmartig überhöht und in nahezu „städtischen“ Dimensionen, steht das Gotteshaus heute allein auf weiter Flur, lediglich gesäumt von Wiesen und Äckern sowie von drei landwirtschaftlichen Anwesen, die einst aus einem mittelalterlichen Gutshof hervorgegangen sind.

## Architektur
Die Kirche ist ausgeführt als einschiffiger Hallenbau, mit zwei Gewölbejochen, einer eingezogenen, halbrunden Apsis im Osten und einer unterwölbten Westempore.
Die ungewöhnlich starken und hohen Mauern von bis zu 2 m Dicke verraten hohe Steinmetzkunst. Sie sind aus relativ großen, sorgfältig behauenen, zum Teil jedoch sehr spröden Granitquadern unterschiedlicher Provenienz ausgeführt, die auf nur minimalen Zementlagen liegen beziehungsweise zementlos, das heißt „auf Reibung“, ausgeführt wurden. So konnte der Bau nahezu schadlos die Jahrhunderte überstehen. Es finden sich an den Steinen weder Vertiefungen zum Halt von Aufzugszangen noch im Mauerwerk die ansonsten weit verbreiteten Gerüstlöcher. Die Fugen wurden später mit Zement verstrichen, um geringe Verwitterungsverluste auszugleichen.
Die Kirche besitzt ein giebelloses, mit Schindeln gedecktes, an den beiden Schmalseiten abgewalmtes Dach, mit einem Dachreiter von 1853. Ein Dachgesims fehlt, die Mauerkrone im Bereich des Schiffs zeigt Ausbesserungen aus später Zeit, weitaus weniger geschickt als der Ursprungsbau ausgeführt.
Die Fenster sind romanische Rundbogenfenster, 2 m hoch und nur 20 cm breit. Zwei dieser Fenster zieren die Südwand und ein weiteres die Apsis. Der untere Teil des östlichen Südwandfensters wurde 1809 zur Verbesserung der Lichtverhältnisse zu einem großen Rundbogenfenster erweitert, der obere Teil zugemauert.
Über eine südliche Aufgangstreppe mit elf Stufen betritt man durch ein schlichtes Rechteck-Portal das Innere. Das Tympanon ist aus einem Block gehauen und zeigt ein einfaches Relief mit einem Kreuzstab (gleichschenkliges Kreuz mit angedeuteter Tatzenform, auf einem mit einer Kugel oder Scheibe gekrönten Stab).
Durch eine 1,60 m dicke Mauer ist der Innenraum von der Außenwelt getrennt. Licht empfängt das Innere überwiegend durch das nachträglich eingebrochene Südfenster; ursprünglich muss der Kirchenraum wegen der schmalen Schlitzfenster sehr dunkel gewesen sein.
Der erhöhte Chor sondert sich durch einen 1,43 m breiten Chorbogen vom Gemeinderaum ab. Die Apsis springt noch einmal um einen halben Meter zurück. Beides – Chorbogen und Apsis – weisen ein durchgezogenes Gesims aus Wulst und Platte auf, im Chorbogen finden sich zu beiden Seiten rechteckige Nischen für die Aufnahme von Sakralgegenständen.
Über das Schiff spannen sich die beiden Joche, die durch auf profilierten Kämpfern ruhende, rechteckige Gurtbögen getrennt sind. Die Grate ihrer Kreuzgewölbe sind verschliffen. Die alte Westempore ruht ebenfalls auf gratigen Kreuzgewölben, die Emporenpfeiler zeigen Kämpfer aus Kehle, Wulst und Platte. Die Empore selbst ist zum Kirchenraum hin von Anfang an mit einer Holzbalustrade versehen gewesen.
In der mächtigen Nordwand führt ein über dem Bodenniveau liegender schmaler Treppengang mit steigendem Tonnengewölbe und Steinstufen zur Empore hinauf. Beim Aufgang erkennt man Mauernischen für Verriegelungen. Die Tür, welche in Zapfen lief, konnte von der Treppe aus durch einen Balkenriegel, dessen Laufkanal noch erhalten ist, verbarrikadiert werden. Es findet sich auch ein kleiner runder Okulus, der als einziges Element die ansonsten geschlossene Nordwand durchbricht.
Von der Empore gelangt man durch eine rundbogige Türöffnung zu einem weiteren, gleich gestalteten Treppenaufgang, der in den Dachraum führt. Dieser weist keinen geglätteten Boden auf, trägt lediglich den alten Eichendachstuhl.
Die Westempore war einst auch von außen durch eine auf Emporenhöhe liegende Tür in der Westmauer zugänglich. Diese konnte ebenfalls mit Balken verriegelt werden, heute ist sie vermauert. Steinerne Hinweise dafür, dass außen eine ständige Aufstiegskonstruktion/Treppe angebracht war, finden sich nicht.
An den Wänden des Chorbogens und der Apsis erkennt man, zum Teil übertüncht, Reste von Fresken, die u. a. den Gekreuzigten (links) und den Heiligen Christophorus (rechts) darstellen. Am rechten Chorbogen ist ein rotes Weihekreuz im Ring aufgemalt, daneben an der Apsiswand zwei ähnliche in schlechterem Erhaltungszustand, der obere Kreuzesarm jeweils nachträglich geschwärzt. Eine ähnliche Darstellung findet sich auch auf der linken Apsiswand, kaum noch zu erkennen.
Der Fußboden der Kirche liegt etwa 1,80 m über dem äußeren Niveau und ist im Bereich des Schiffs mit schweren Eichenbohlen belegt. Unter dem Schiff findet sich ein mannshoher Keller, durch schmale Mauerschlitze an der Basis der Seitenwände belüftet. Er diente wohl als Vorratsraum.
Der Altar ist aus denselben Steinquadern wie der Gesamtbau errichtet und damit von Anfang an Teil der Gesamtkonstruktion.
Von der Erstausstattung der Kirche ist nichts mehr vorhanden. Am linken Pfeiler des Chorbogens steht eine Madonna mit Kind aus dem 15. Jahrhundert. Eine Skulptur des Kirchenpatrons Sankt Ägidius aus dem 14. Jahrhundert ist inzwischen ausgelagert, an ihrer Stelle steht eine Figur des Heiligen Franziskus. Den Altar ziert eine Kreuzigungsgruppe aus jüngerer Zeit.
Zahlreiche Steine der Außenwand und des Innenraumes, vornehmlich in Bereich der Gewölbebögen, zeigen mittelalterliche Steinmetzzeichen, welche zum Teil als Kreuz, zum Teil als „T mit stilisierten Enden“ ausgeführt sind und auf eine Bauhüttentradition bzw. eine Steinmetzbruderschaft hinweisen.

Ansichten
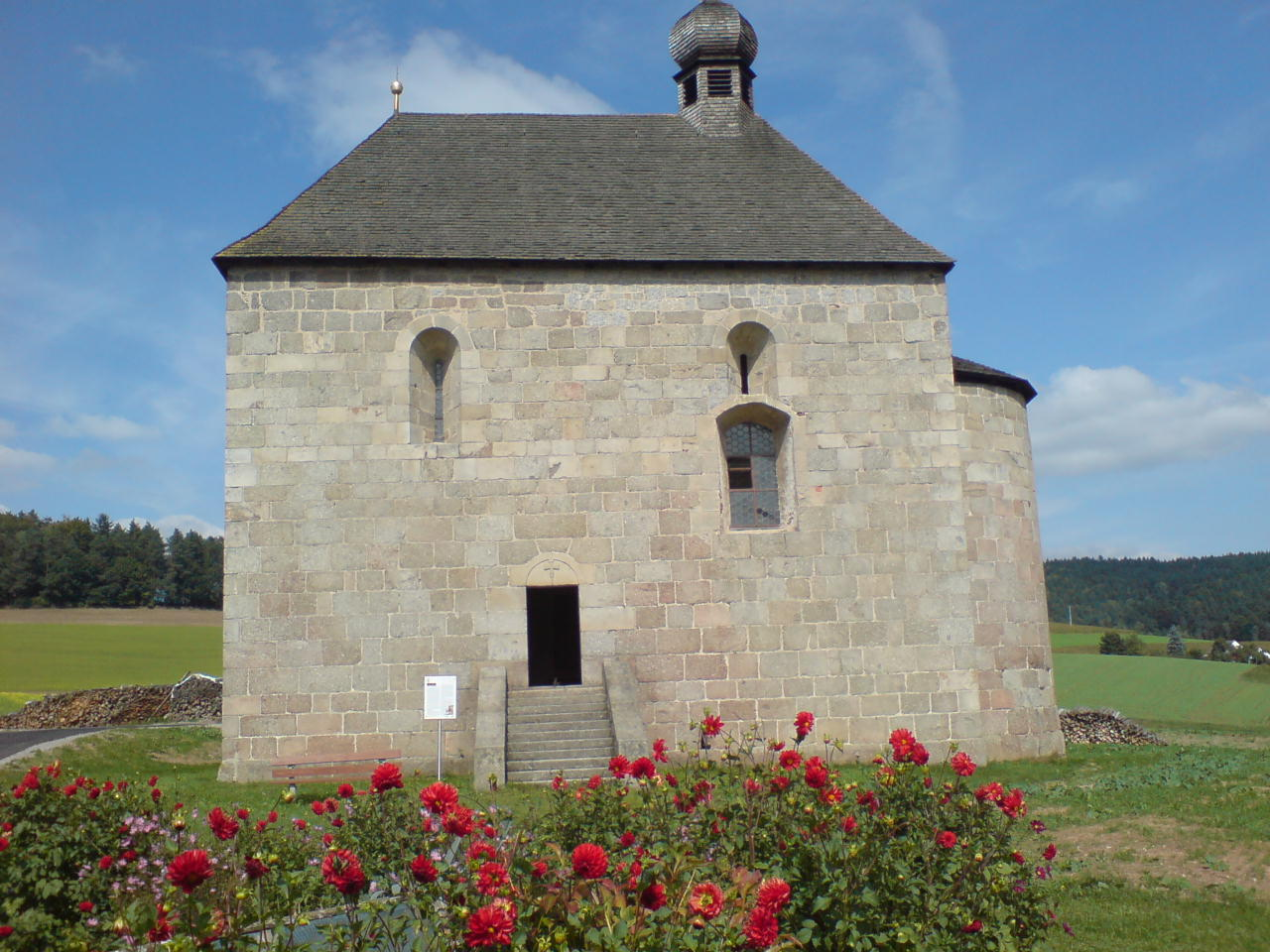
Südfassade mit Seiten- portal und Treppe
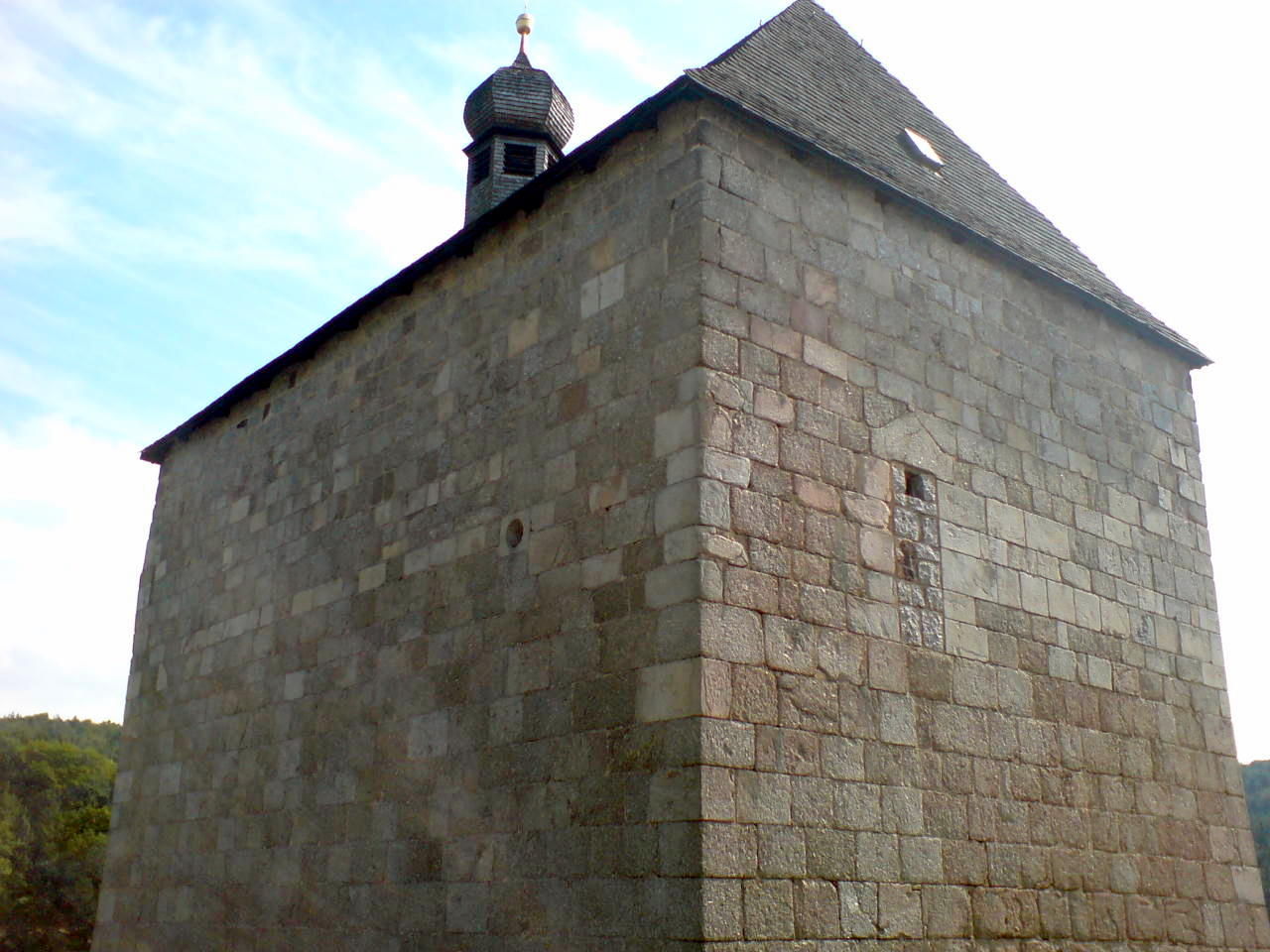
Westfassade mit vermau- ertem Obereingang
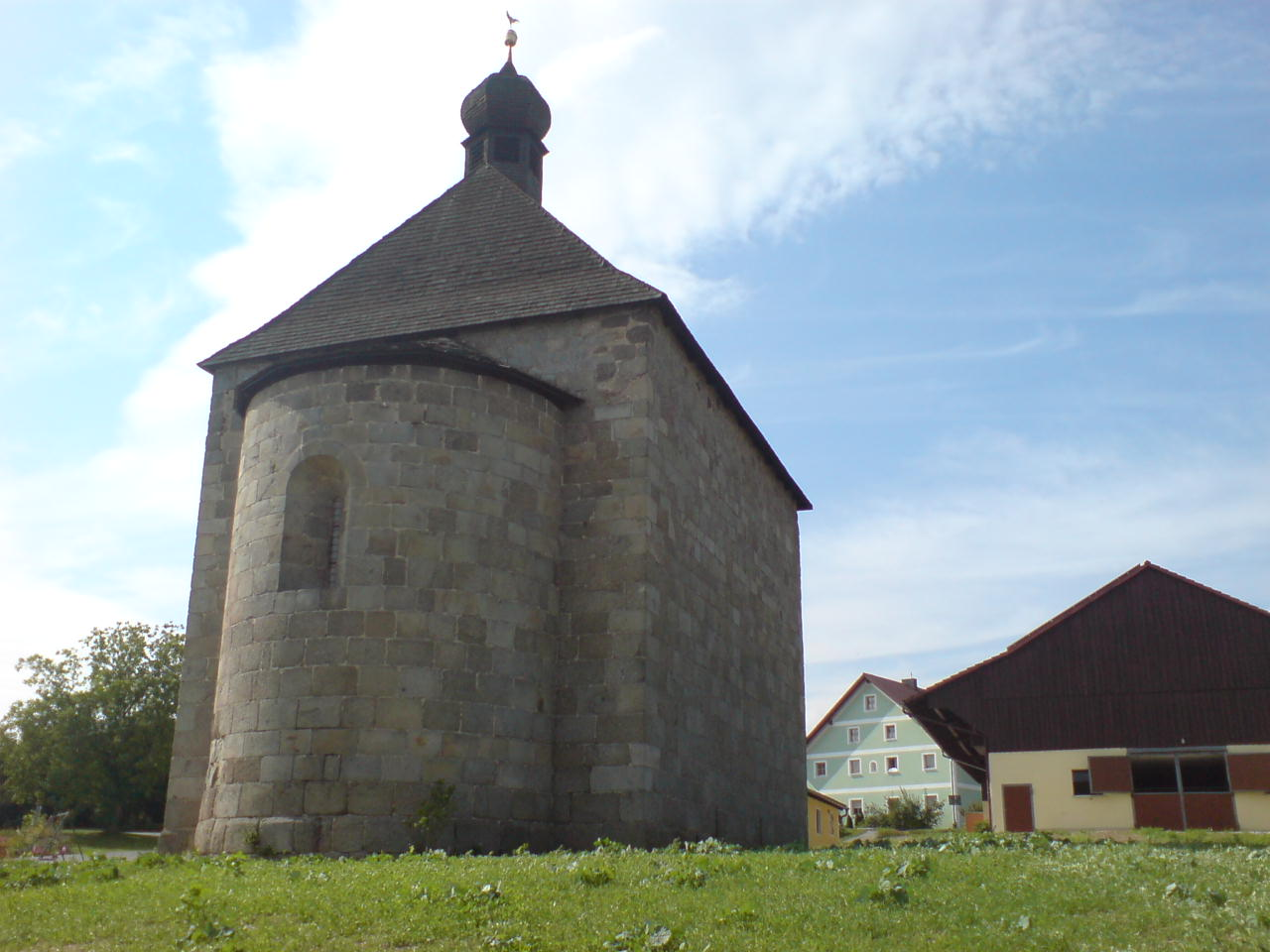
Ansicht von Osten, Chor und Apsis
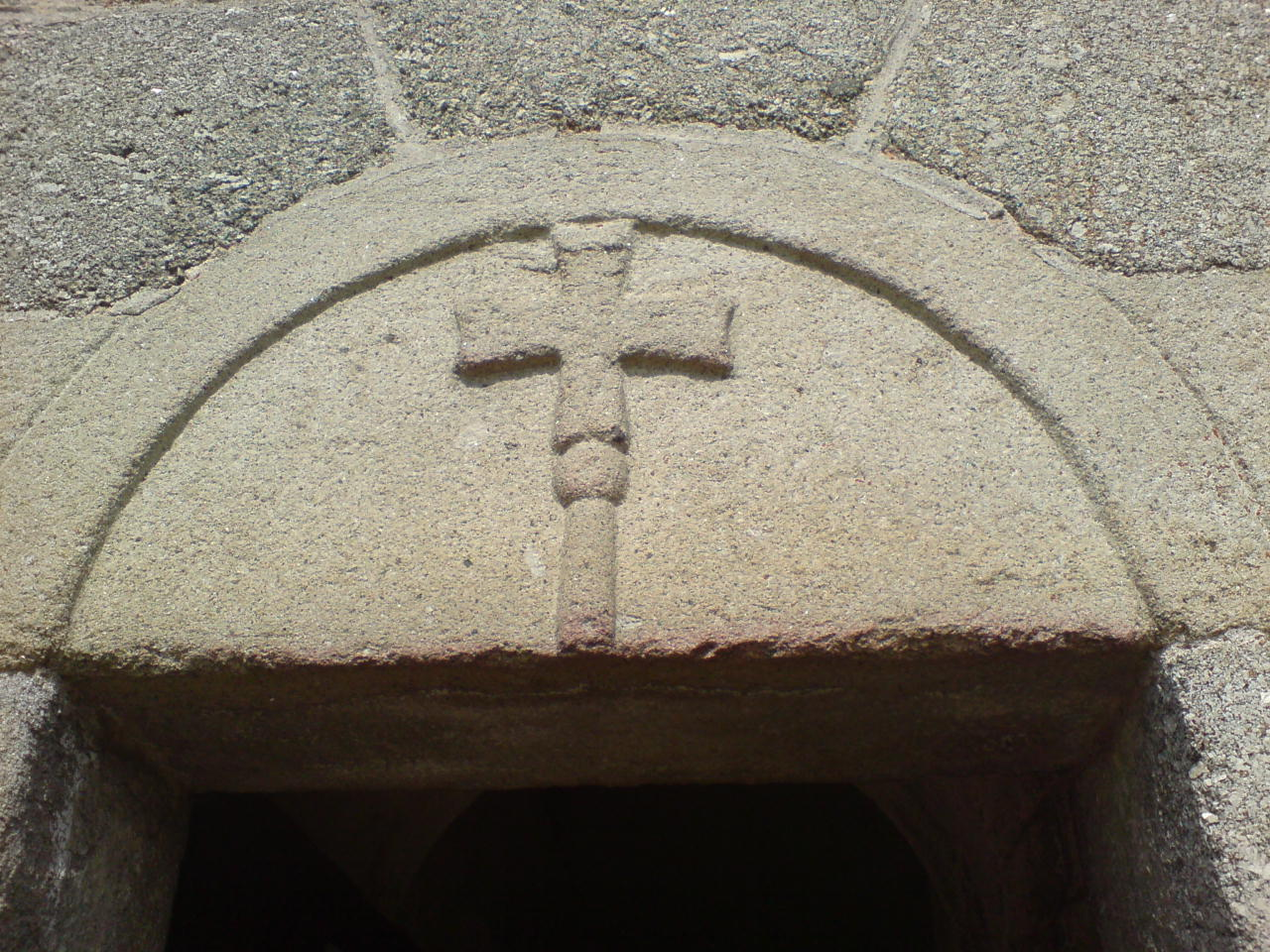
Tympanon mit Kreuzstab
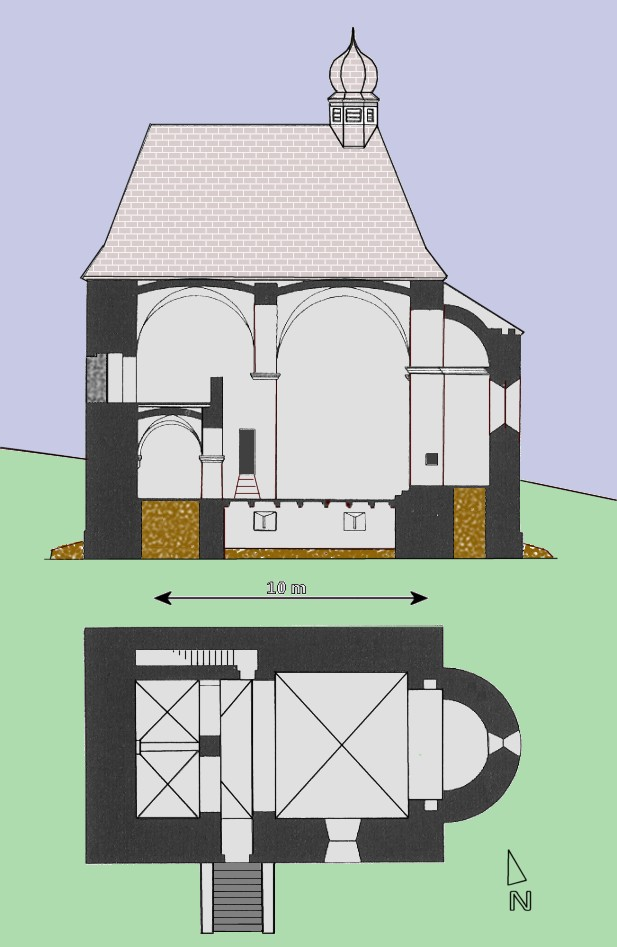
Grund- und Aufriss von Sankt Ägidius
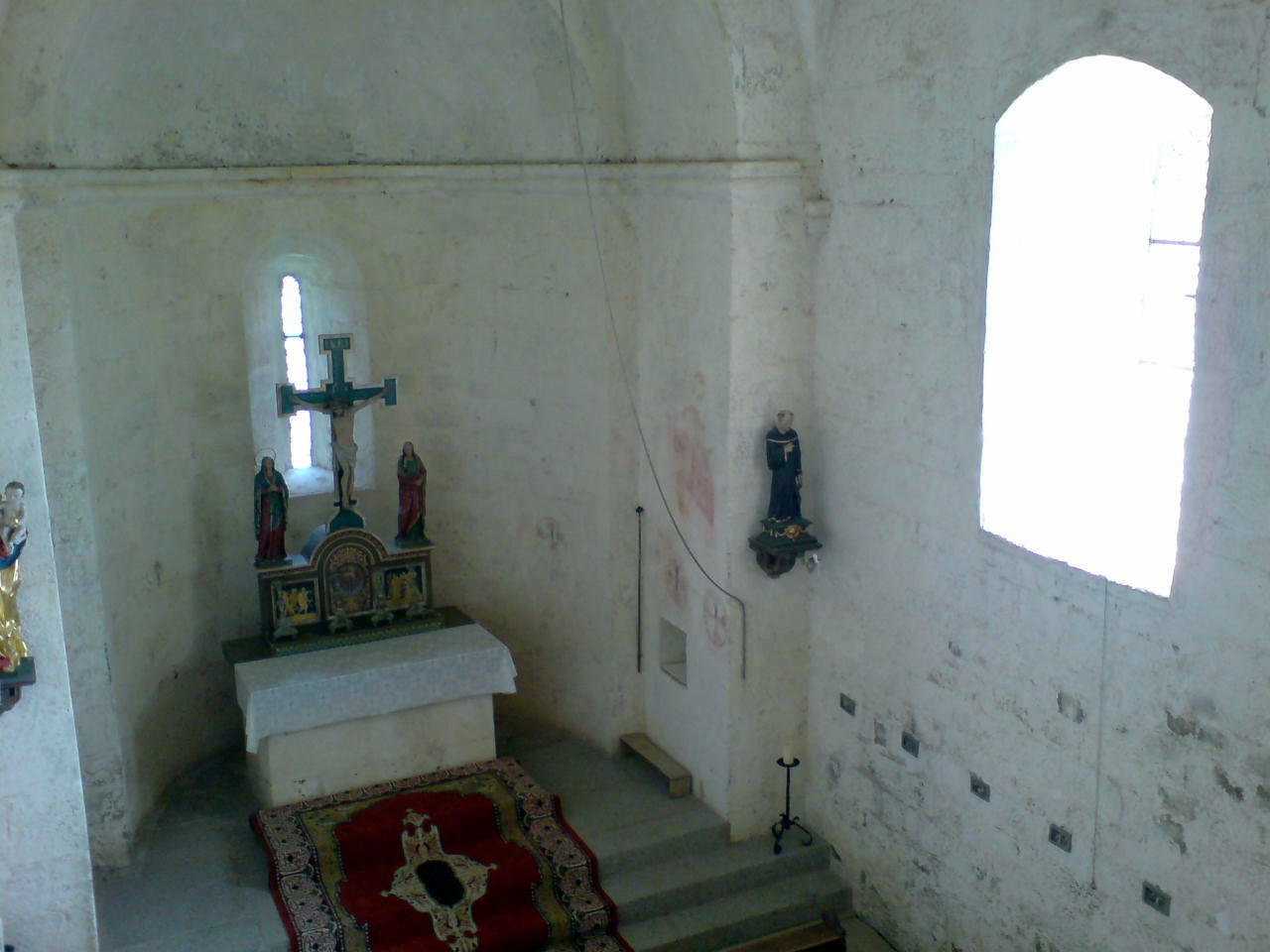
Blick von der Empore zum Chor
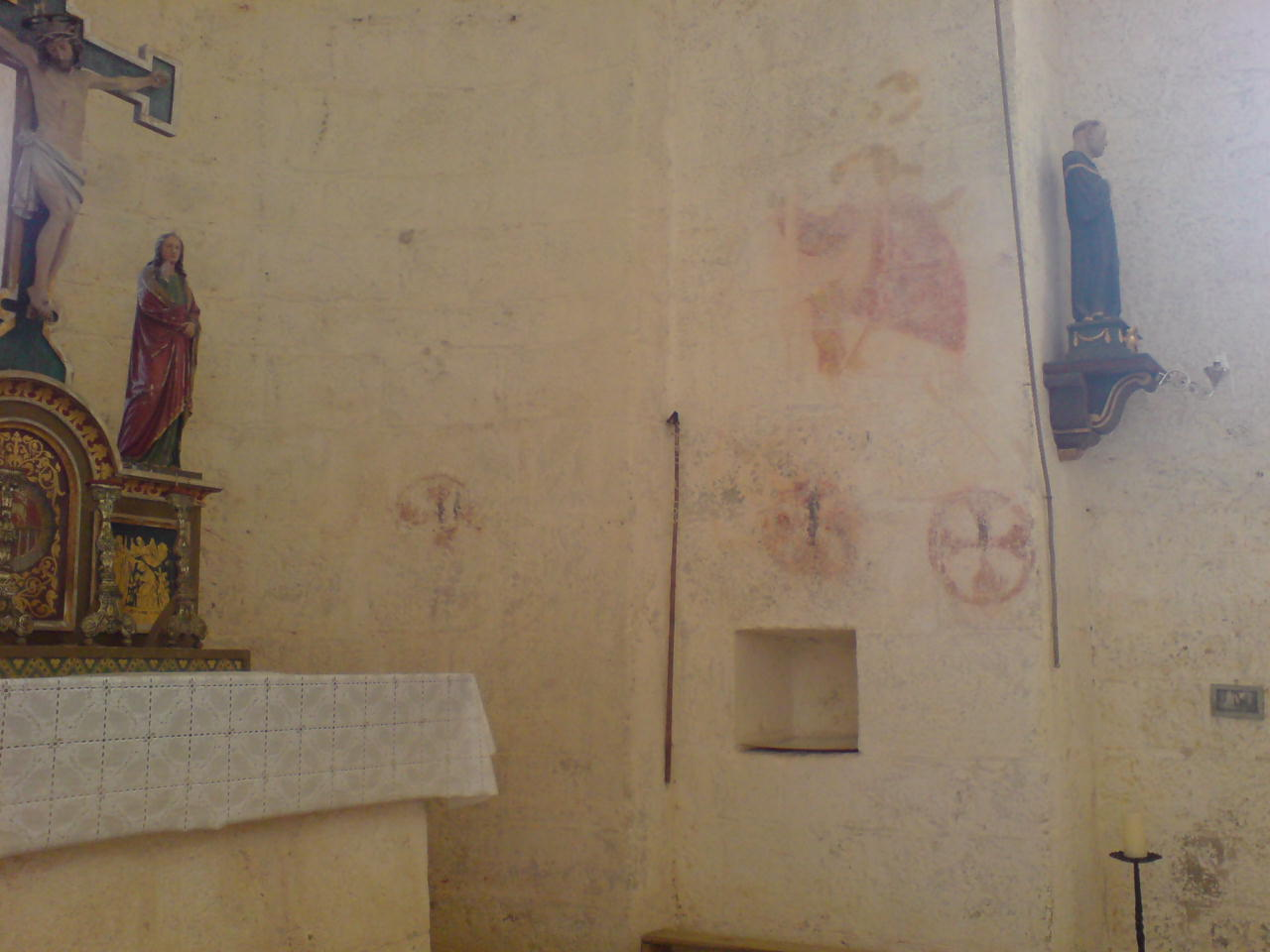
Rechte Chorseite mit drei Weihekreuzen
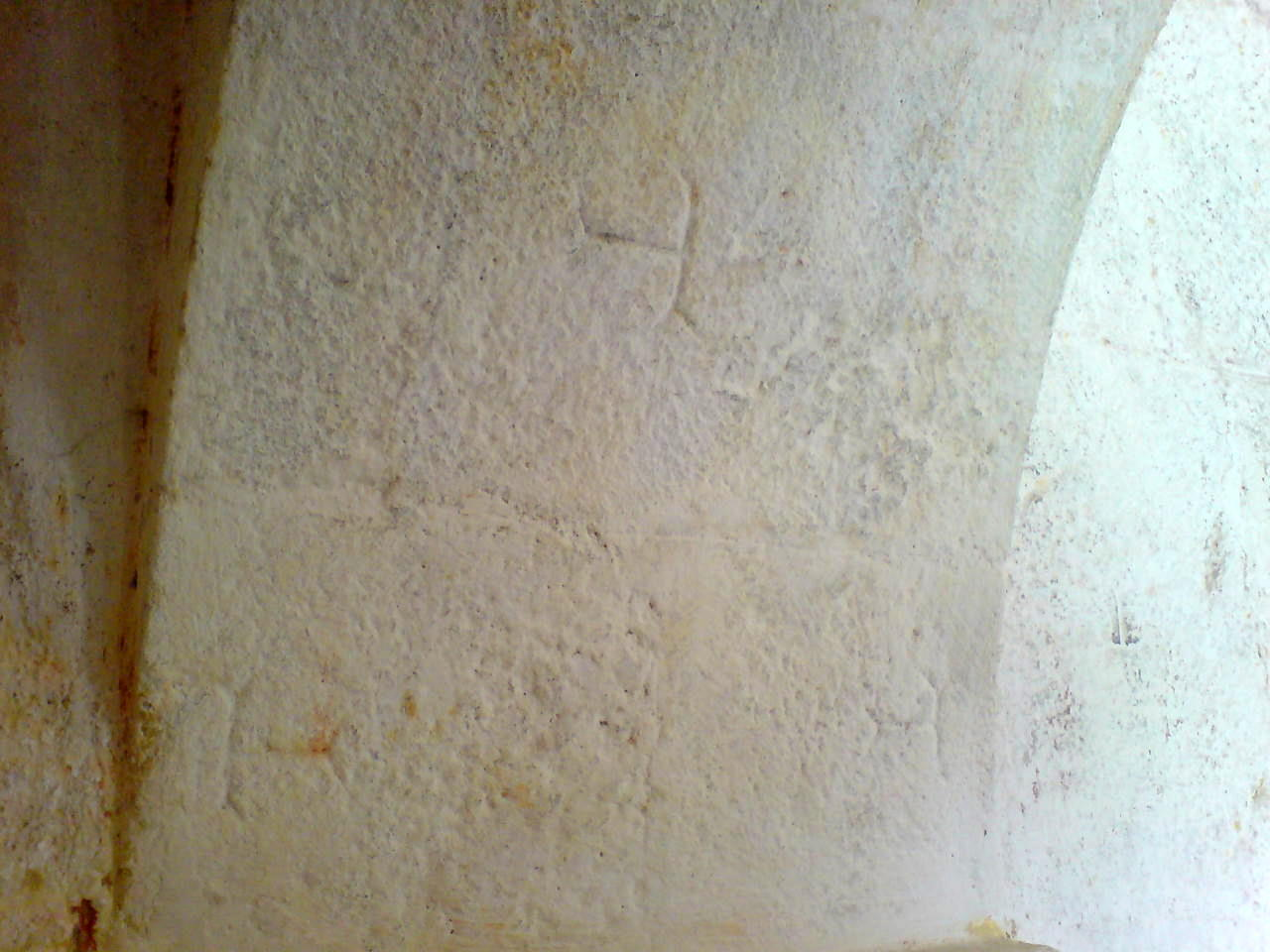
Steinmetzzeichen am Gurt- bogen

## Entstehung
Die Kirche und ihr Umfeld harren noch heute einer archäologischen Exploration und einer exakten bauhistorischen Einordnung. Über die Umstände ihrer Entstehung ist so gut wie nichts bekannt.
Der Bau wurde in der Vergangenheit des Öfteren als „Burgkapelle“ bezeichnet, obwohl an dem Ort aufgrund der strategisch ungünstigen Lage an einer flachen Talflanke ein vormaliger Burgenbau nicht denkbar und weder dokumentarisch noch archäologisch nachgewiesen ist. Die Kirche ist von schlichtem, fast karolingisch anmutendem Grundriss und in einer Bautechnik ausgeführt, die weit über das Niveau regionaler Burgkapellen hinausgeht.
In ca. 2 km Luftlinie Entfernung befindet sich die etwa 900-jährige, heute in Ruinen liegende Festung Siegenstein, die ab 1282 an das fürstbischöfliche Hochstift Regensburg fiel und von diesem im Lauf der Jahrhunderte, bis 1606, an verschiedene Adelsgeschlechter der Region, zuletzt an die Prackendorfer, entlehnt wurde. Als Inhaber des Hofes Schönfeld, zu dem auch Sankt Ägidius gehörte, sind im 12. und 13. Jahrhundert einzelne Landsassen nachweisbar; urkundlich genannt sind zwischen 1193 und 1240 ein Arnold von Schönfeld und zwischen 1219 und 1238 ein Regensburger Domherr namens Dietrich von Schönfeld. Ein Heinrich von Schönfeld war 1205 Mönch im nahen Kloster Reichenbach. Burg Siegenstein verfügte über eine eigene Burgkapelle (älteste Bauteile aus dem 13. Jahrhundert), die sich bis heute erhalten hat, so dass Sankt Ägidius zwar zu Siegenstein gehörte, aber als Burgkapelle im eigentlichen Sinn keine Erklärung findet.
Bezüglich der Entstehungszeit, der Größe und Konstruktion von Sankt Ägidius bestehen dagegen ausgesprochene Analogien zur Kapelle im Kreuzhof bei Barbing (heute Stadtgebiet Regensburg), die ebenfalls dem Heiligen Ägidius geweiht ist und um 1160 n. Chr. an historischem Ort errichtet wurde, in unmittelbarer Nachbarschaft zu einem Gutshof. Wie Sankt Ägidius in Schönfeld wirkt auch diese Kirche, die heute profaniert und deshalb nicht zugänglich ist, durch ihre überdimensionale Höhe wie ein Turm, ihre Ausführung ist allerdings weitaus weniger kunstfertig, in groben Kleinquadern. Der Überlieferung nach war die Kapelle und das Umland Sammelstelle für die Heere der Kreuzzüge 1147 und 1189, die von Regensburg ihren Ausgang nahmen.
In Bezug auf die Doppelfunktion zeigt Sankt Ägidius von Schönfeld auch Parallelen zur ältesten Kirche des benachbarten Altlandkreises Oberviechtach, der Sankt-Ägidius-Kirche in Hof, deren Erbauung auf die Jahre zwischen 1150 und 1170 datiert wird und die ab dem 13. Jahrhundert ebenso wie die Kreuzhofkapelle bei Barbing zum Dominikanerinnen-Kloster Heilig Kreuz in Regensburg gehört haben soll. Sie ist jedoch in weitaus groberer Wandausführung (zum Teil mit kaum behauenen und wenig sorgfältig geschichteten Granitquadern) und einfacherer Baukonstruktion (Rechteckchor, Vermeidung von Rundbögen) errichtet und im oberen Anteil durch vorangegangene Zerstörungen stark in Mitleidenschaft gezogen. Auch hier fand sich einst ein Aufgang zum Obergeschoss.
Anlagen des Typs Romanische Landkirche mit profanem Obergeschoss finden sich auch in Wilchenreuth bei Weiden, Schönkirch bei Plößberg, Sankt Koloman in Regensburg-Harting, Obertrübenbach bei Roding, in Zinzendorf bei Wörth an der Donau, in Hof bei Oberviechtach und in Hof am Regen, einige weitere im Altmühltal und in der Gegend von Ingolstadt.
Mangels dokumentarischen Nachweises bleibt die Funktion dieser Doppelanlagen ungeklärt. Dass es sich um ehemalige Burgkapellen handelt, wie vielfach behauptet, ist eher unwahrscheinlich, zumal sich mit wenigen Ausnahmen Burganlagen um die Kirchen herum nicht haben nachweisen lassen und auch die baulichen Gegebenheiten der Kirchen dagegen sprechen. Vermutlich hatten diese Kirchen eine Funktion als Zufluchtsort für die ansässigen Hofstellen, aber auch als Asyl- und Übernachtungsort für Landfahrer, Pilger und Wandergesellen, möglicherweise auch für die Kreuzfahrer. War die Kirche abends bereits versperrt, konnten die Besucher über eine Leiter an der Außenmauer einsteigen, ohne dass der Kirchenraum tangiert wurde. Möglicherweise gehörte ein Teil dieser Kirchen zu einem Hospitalorden, zumal sie an Altstraßen – im Fall von Schönfeld an einer alten Heerstraße nach Böhmen – und nahe den Kreuzzugsrouten lagen.